# Atletika na IV. ALBA igrama 2011.
Atletska natjecanja na IV. ALBA igrama održala su se na stadionu Polideportivo Máximo Viloria u Barquisimetou, u Venezueli, od 27. do 30. lipnja 2011. u 43 discipline, 22 muške i 21 ženskoj.

## Rezultati
Osvajači medalja i rezultati osvajača su objavljeni uz podatke o jačini vjetra.

## Tablica odličja
Popis država natjecateljica po broju osvojenih odličja.
      Zemlja domaćin (Venezuela)

## Države sudionice
Na atletskim natjecanjima na IV. ALBA igrama natjecalo se sljedećih 11 država:
- Antigva i Barbuda
- Barbados
- Bolivija
- Ekvador
- Gvajana
- Gvatemala
- Kuba
- Nikaragva
- Paragvaj
- Salvador
- Venezuela